# Iglesia de San Salvador (Bolonia)
La Iglesia de San Salvador (en italiano: Chiesa di San Salvatore) es una iglesia de Bolonia que se encuentra en el cruce de la via IV Novembre y la via Cesare Battisti.

## Historia
El lugar donde está fue en el 1136 sede de los Canónigos regulares de Santa Maria in Reno, quienes habían construido iglesia propia ya documentada en 1056 y reformada en el siglo XV. A finales del siglo XVI se decidió demoler la antigua iglesia y construir una nueva, más grande y más rica. Así que entre 1606 y 1623 fue construido por Vincenzo Porta el edificio actual, siguiendo el proyecto del padre Barnabita Giovanni Ambrogio Mazenta y el arquitecto Tommaso Martelli.

## Fachada
La fachada, con sus líneas simples, contiene cuatro nichos de terracota que representan a los evangelistas, obra de Giovanni Tedesco (c. 1570-1642), inicialmente pintados aparentando bronce. Otras tres estatuas de cobre se colocaron en los ángulos del frontón superior.

## Interior

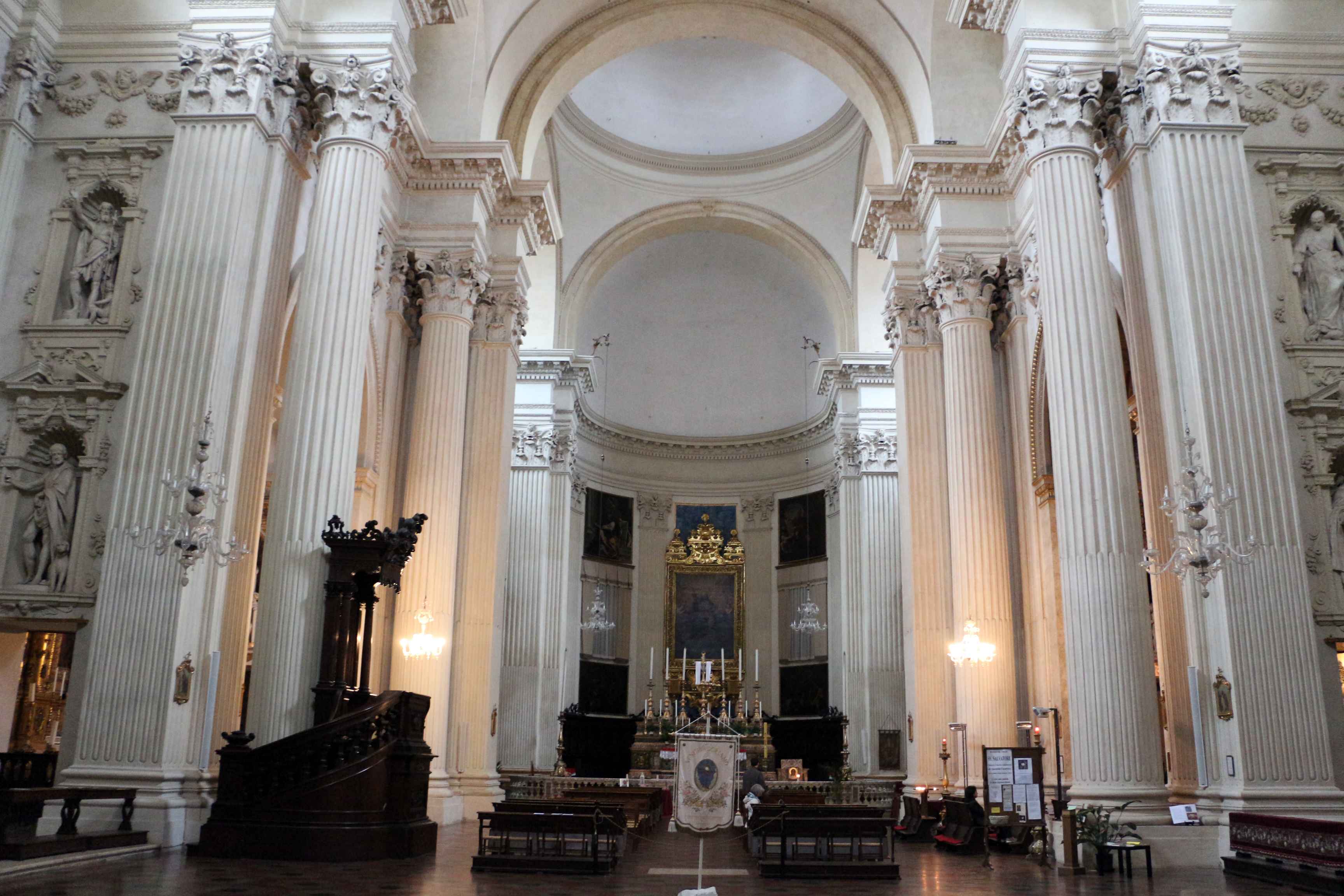
El interior

El interior, de una sola nave, conserva diversas obras de arte en las ocho capillas laterales. Entre las más importantes, están:
- La Sacra Famiglia de Alessandro Tiarini, en la cuarta capilla a la izquierda.
- El políptico de Vitale da Bologna, en la cuarta capilla a la derecha, que data de 1353, representa la coronación de la Virgen (en la escena de la natividad) y el martirio de Santa Catalina y varios santos.
- La Madonna della Vittoria, tabla del trecento tardío, obra de Simone dei Crocifissi, originariamente conservada en la iglesia del Monte (hoy Villa Aldini).
- La 'Ascensione di Cristo, gran retablo realizado entre 1610 y 1620 por el pintor Carlo Bononi

En medio de la nave se encuentra la tumba de Giovanni Francesco Barbieri, conocido como Il Guercino, que durante mucho tiempo visitó a los Canónigos y que, según su deseo, quería ser enterrado (1666) en esta iglesia junto con su hermano Paolo Antonio Barbieri (1603-1649). 
En los lados del crucero, colocados simétricamente respecto al ábside, se ubican sendos órganos que datan del siglo XVIII. Mientras que el de la izquierda no tiene tuberías internas, el de la derecha (que contiene el material fónico de Vincenzo Colonna de 1621) continua usándose.

## Galería de imágenes

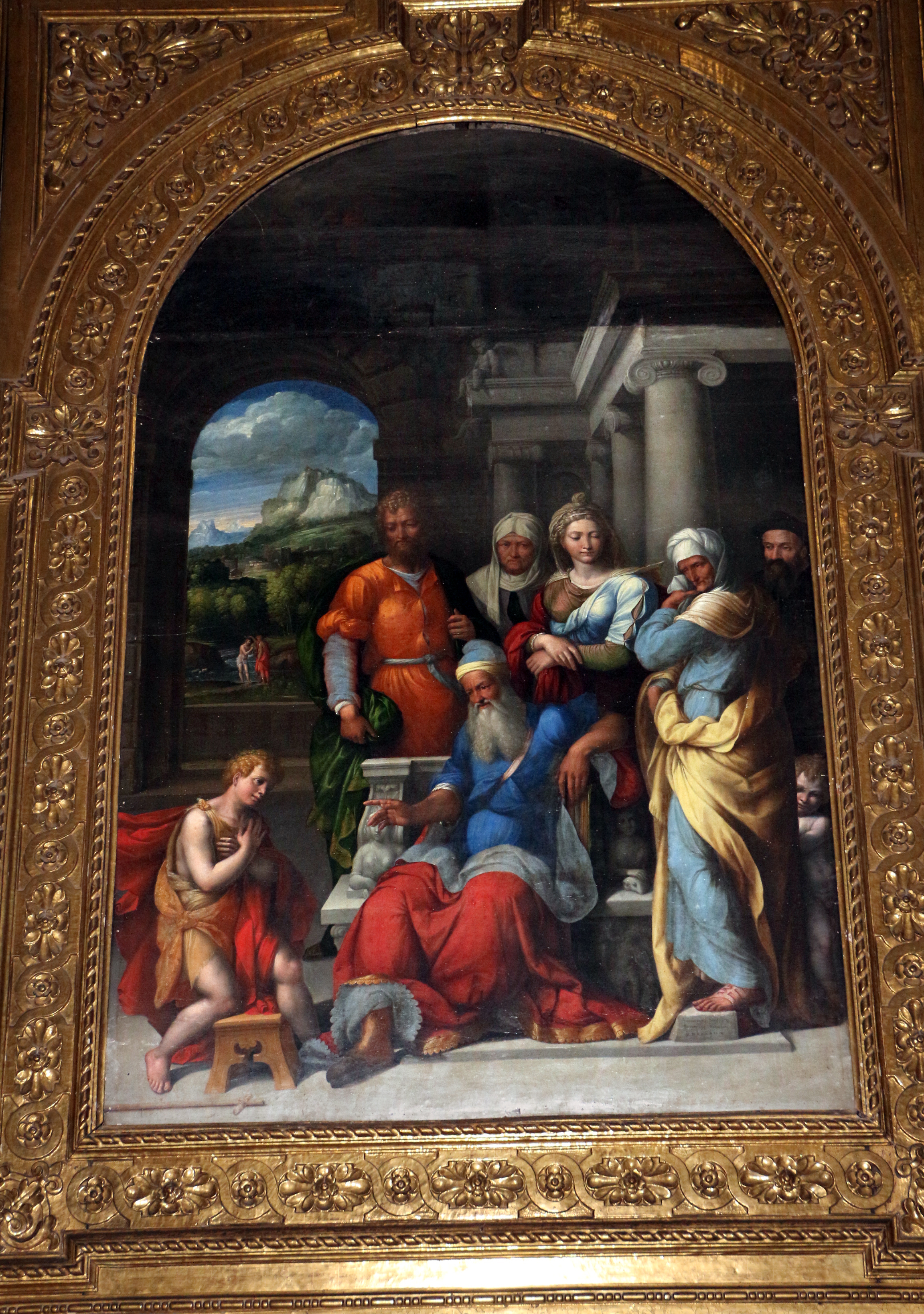
Garofalo, Commiato di San Giovannino dal padre, 1532
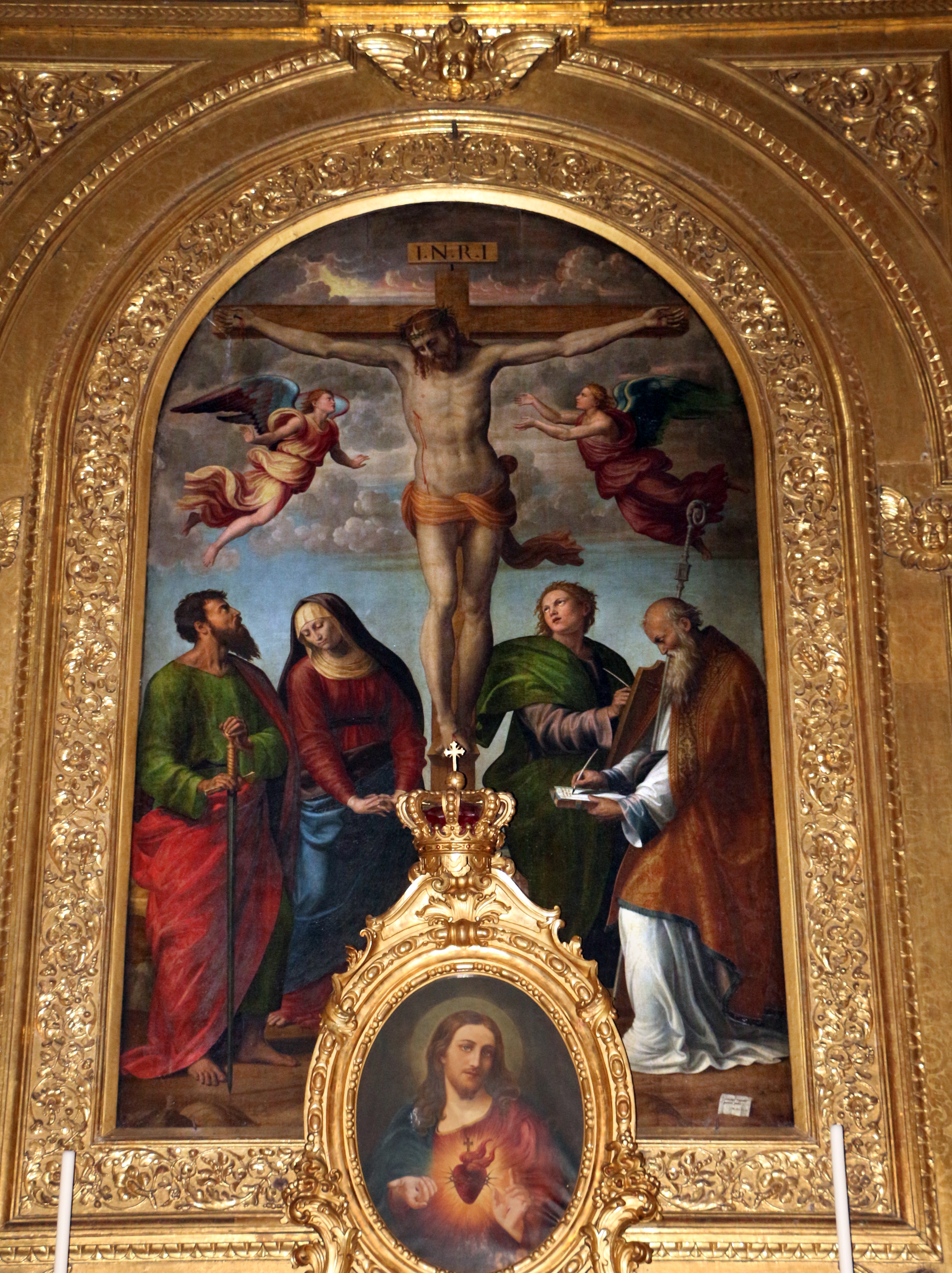
Innocenzo da Imola, Crocifissione e santi, 1539
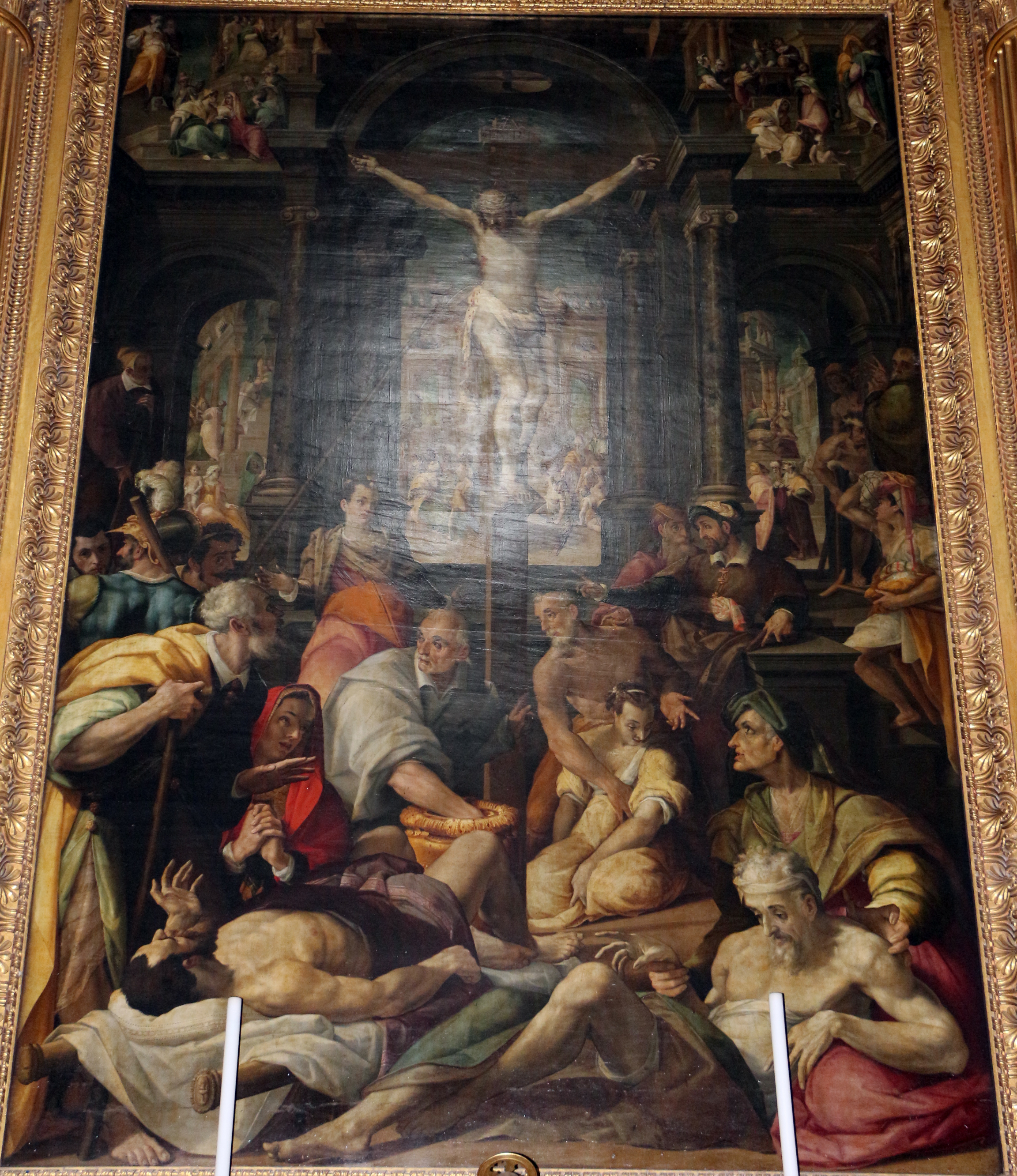
Jacopo Coppi, Storie del crocifisso di Beirut, 1579
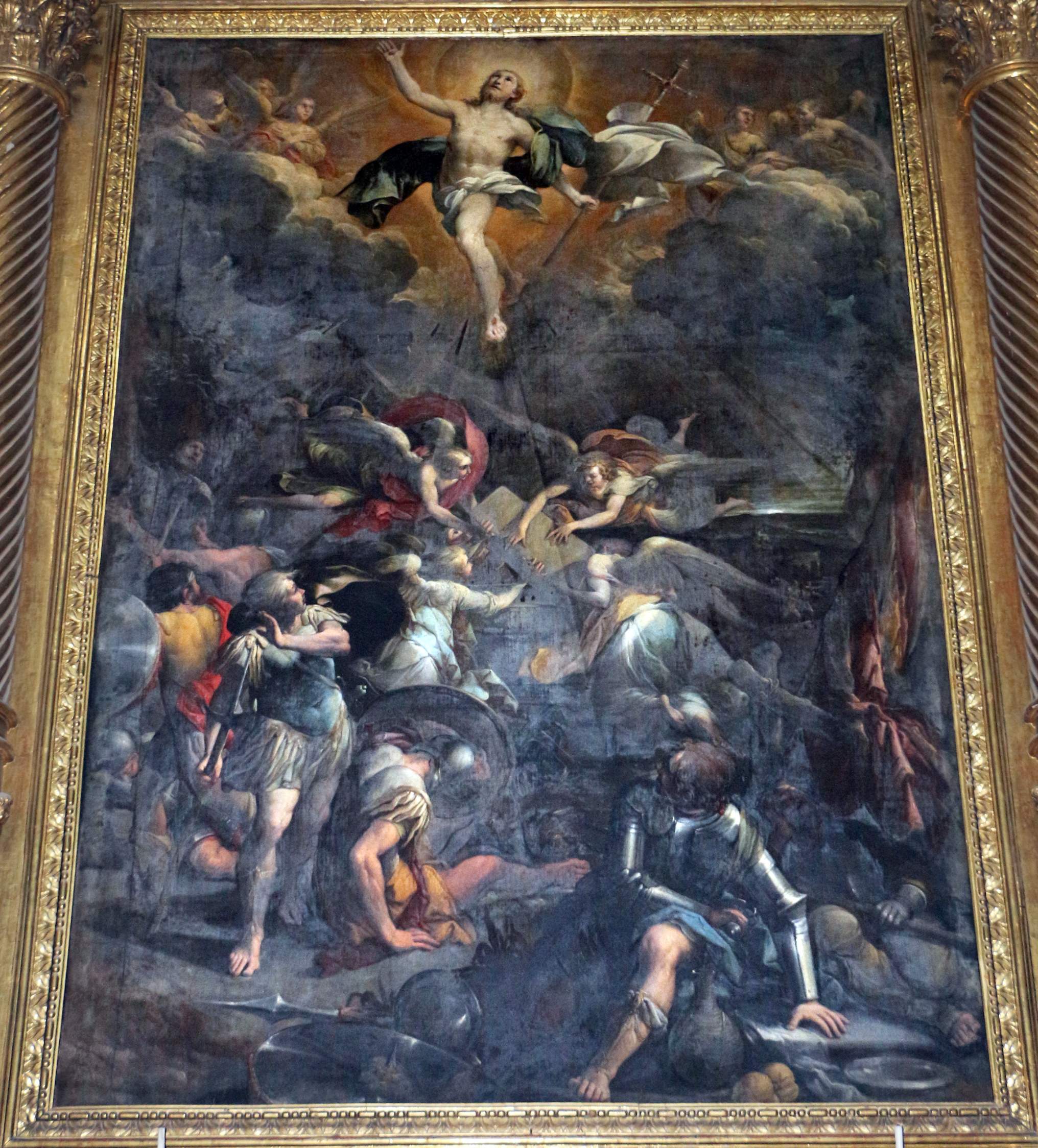
Mastelletta, Resurrezione di Cristo, 1620-25 ca.
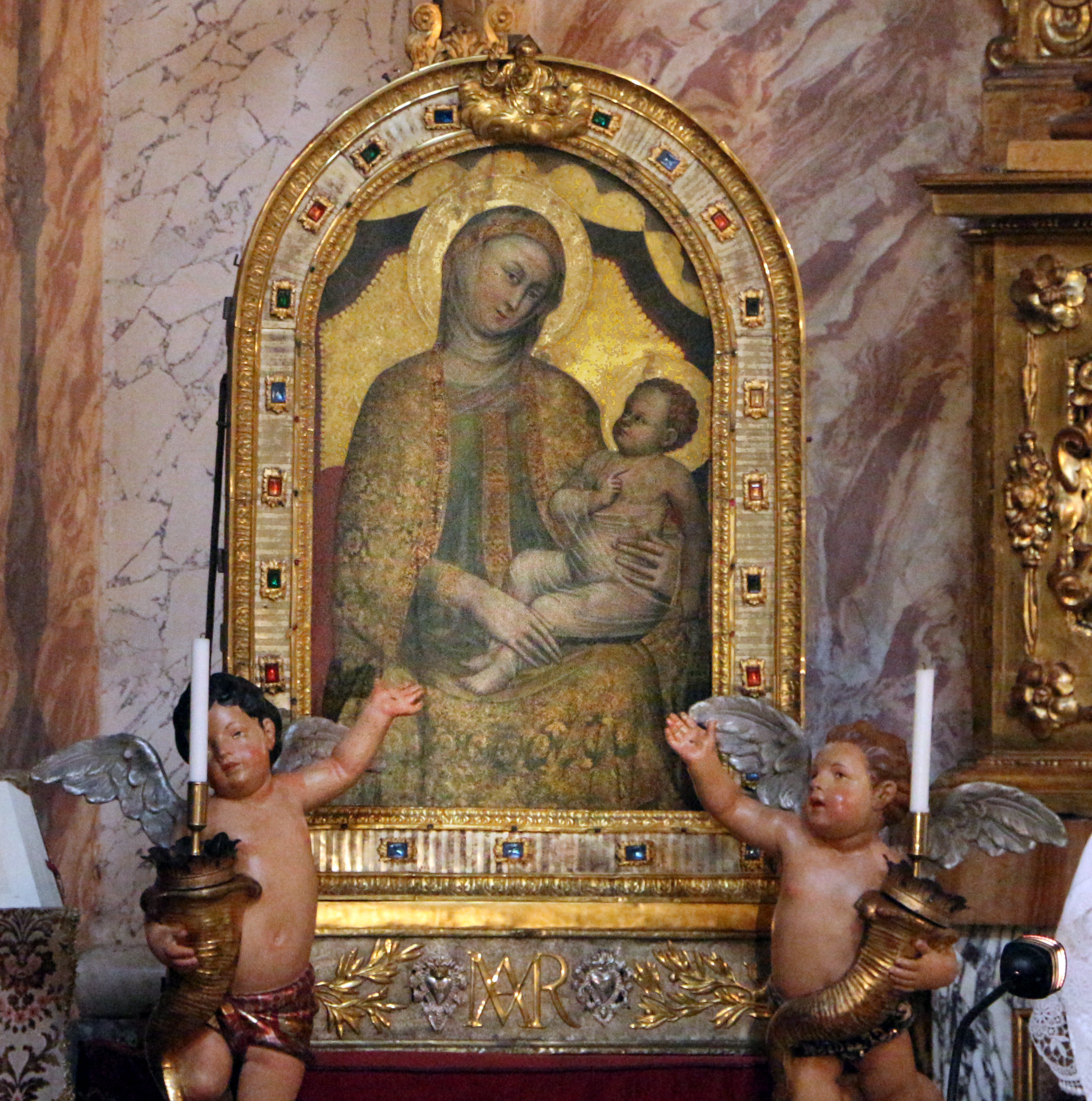
Simone dei Crocifissi, Madonna della vittoria, 1356-70 ca.
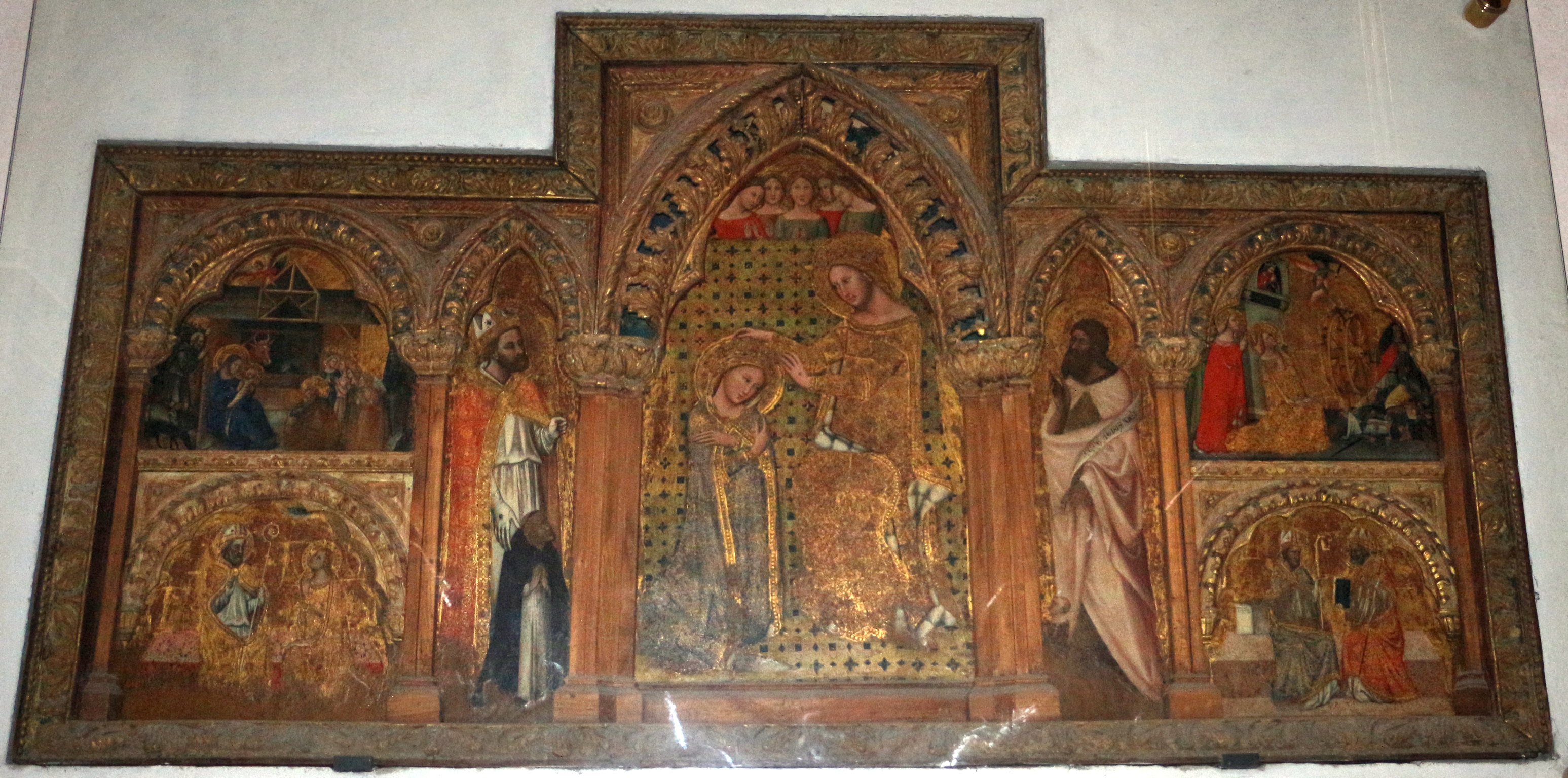
Vitale da Bologna, Polittico dell'Incoronazione della Vergine, 1353
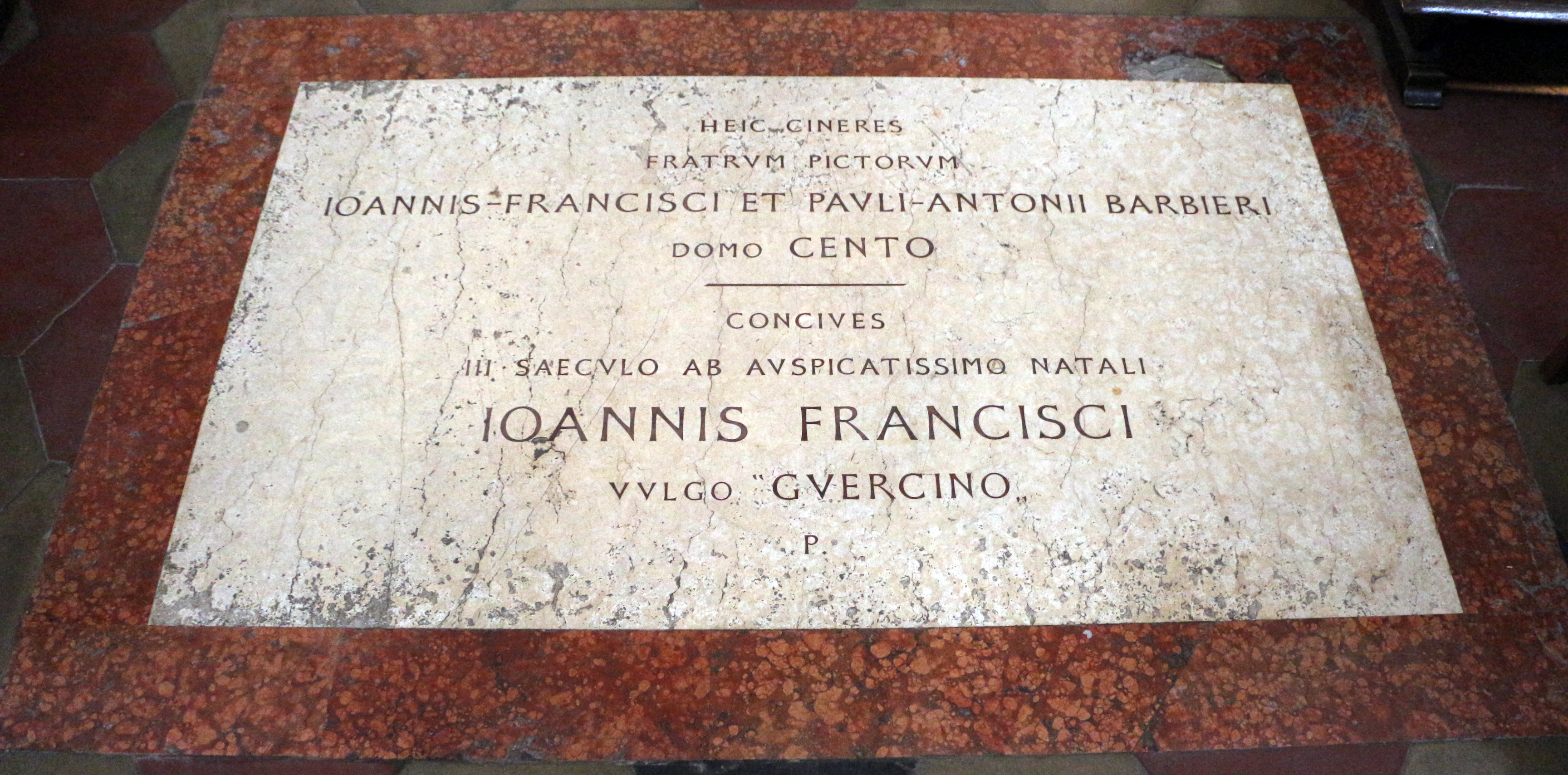
Tomba del Guercino